# Hirezaki Eihō
Hirezaki Eihō est un nom japonais traditionnel ; le nom de famille (ou le nom d'école), Hirezaki, précède donc le prénom (ou le nom d'artiste).
Hirezaki Eihō (鰭崎英朋) est un artiste japonais d'estampes ukiyo-e né le 29 mars 1880 dans le quartier de Kyōbashi à Tokyo sous le nom de Hirezaki Tarō et mort le 22 novembre 1968.
Actif à la fin de l'ère Meiji, pendant l'ère Taishō et au début de l'ère Shōwa, il est surtout connu pour ses illustrations de type sashi-e et kuchi-e. Il a parfois utilisé les noms d'artiste Kendō (絢堂) et Shinji (晋司)

## Carrière
Hirezaki Eihō nait le 29 mars 1880 dans le quartier Kyōbashi de Tokyo. Son père, un artisan qui travaille le métal à Kyoto, disparait assez vite. Jeune, Eihō souffre de béribéri et de pleurésie. Il doit subvenir aux besoins de ses grands-parents et de sa propre famille de sept enfants.
Il étudie l'art de l'ukiyo-e auprès de Toshihide Migita à partir de 1897, puis avec Kawabata Gyokushō. Après de premières expositions en 1898, il acquiert une notoriété dans les estampes en noir et blanc qui illustrent les histoires dans les journaux ou les magazines (sashi-e, et dans la production de frontispices de romans, souvent destinés à un public féminin (kuchi-e). Ses gravures représentent la plupart du temps de belles femmes, dans la continuité de la tradition des bijin-ga.
De 1901 à 1923, Eihō illustre les articles du journal Asahi Shimbun, dessinant notamment des scènes de combats de sumo qui le font connaître. Il produit de 1902 à 1913 de nombreuses kuchi-e pour l'éditeur tokyoïte Shun’yōdō, et pour plusieurs   magazines populaires (Shin shōsetsu, Bungei kurabu, Fujokai, Goraku sekai).  Il illustre également de sashi-e des livres d'école, et le classique pour enfants 花咲爺 (Grand-père Cerisier en fleur), republié en 1993.
En 1901, il co-fonde avec d'autres peintres la Société cormoran (Ugōkai), destinée à promouvoir le travail d'artistes non reconnus dans les circuits officiels et à innover dans la tradition des ukiyo-e. Il expose avec cette association jusqu'à sa dissolution en 1912.

## Œuvres notables
- Avril, floraison des cerisiers (Shigatsu, Sakura), dans la série collective Nouvelles beautés de l'ukiyo-e (Shin ukiyo-e bijin awase), 1904
- Série d'illusatrations pour le roman d'Izumi Kyōka Zoko Fūryūsen  (Ligne élégante), 1905
- Fantôme devant la moustiquaire (蚊帳の前の幽霊), peinture sur soie, 1906